# La crueldad por el honor
La crueldad por el honor es una comedia original de Juan Ruiz de Alarcón, publicada por primera vez en la Parte segvnda de las comedias del licenciado Juan Ruiz de Alarcón y Mendoza, Relator del Consejo de Indias.  

## Análisis
Concebida entre 1619 y 1622, se agrupa dentro de las comedias que giran en torno al conflicto del honor. A través de una reflexión marcada por monólogos muy bien logrados, Alarcón define su visión de lo que debería ser un buen gobierno: justo, honesto y benévolo con sus súbditos. También demuestra que, en nombre de un código de honor, se pueden cometer muchas atrocidades crueles e inútiles.